# Hydroxyéthylamidon
Les hydroxyéthylamidons sont des dérivés de l'amidon de composition variable, préparés par traitement chimique de l'amidon. Ils contiennent plus de 90 % d'amilopectine (amidon) dont 7 à 8 OH pour chaque ensemble de 10 unités de D-glucopyranose, sont convertis en OCH2CH2OH. Ils sont utilisés dans les solutés de remplissage vasculaire succédanés du plasma.

## En médecine

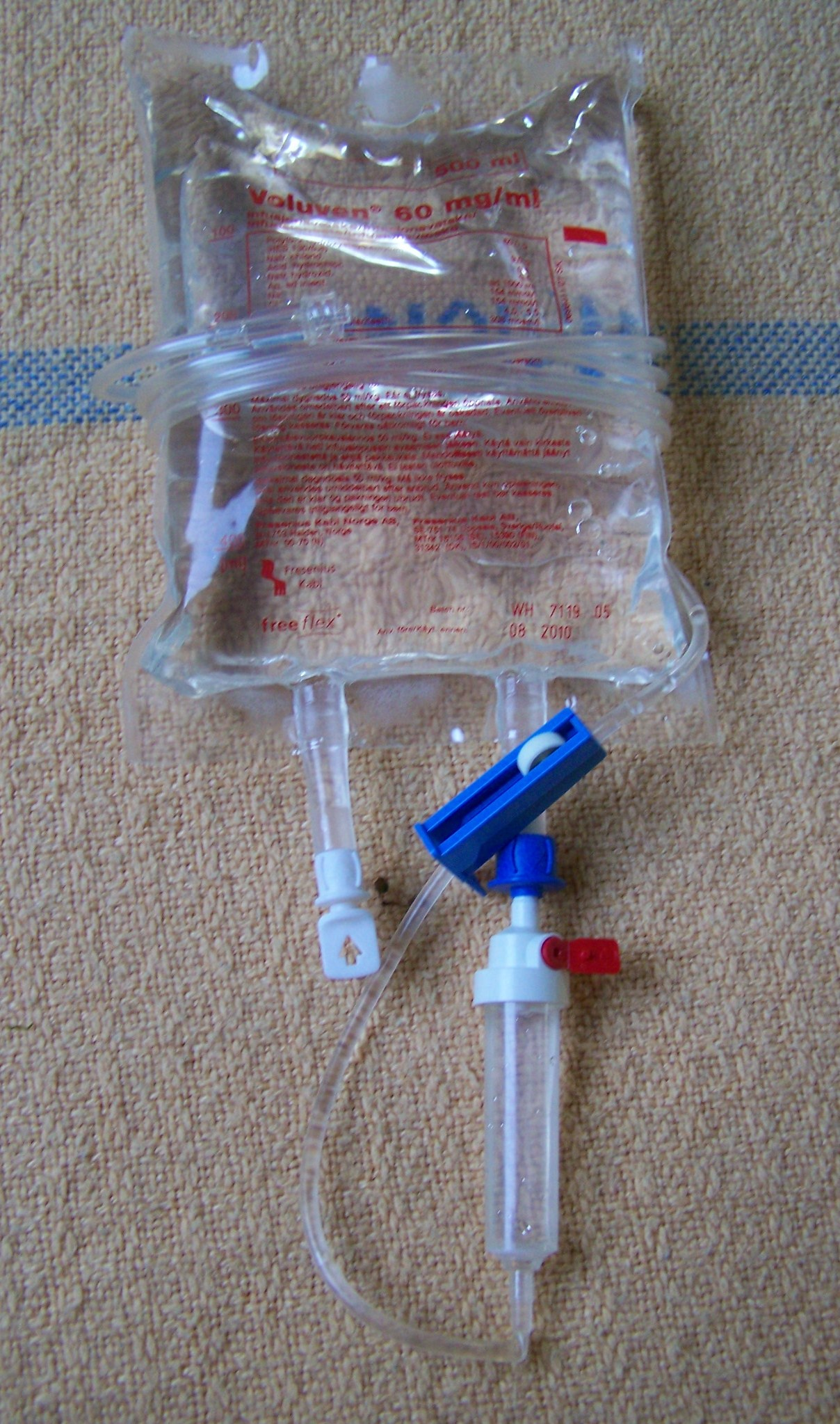
Perfusion d'hétastarch.

Cette substance était utilisée lors du traitement des états de choc pour compenser une diminution du volume sanguin en provoquant une rétention d'eau qui augmente le volume plasmatique. Elle est aussi connue sous les noms de HES, « hydroxyethyl starch » (en anglais), hétastarch et HEA (en français).
Le choix de ce type de soluté n'est cependant pas étayé par des preuves d'efficacité par rapport aux autres produits disponibles. Il pourrait donner un peu plus d'insuffisances rénales aiguës nécessitant une dialyse et serait délétère en cas de choc septique. Il entraînerait également des troubles de la coagulation sanguine et stimulerait l'inflammation au niveau des plaquettes sanguines.
Ces accidents ont fait que l'autorisation de mise sur le marché en a été suspendu dans différents pays, dont la Grande-Bretagne. L'AMM française restreint l'utilisation des colloïdes à base de HEA aux chocs hypovolémiques par pertes sanguines si le remplissage est insuffisant par utilisation seule de cristalloïdes. Leur utilisation est contre-indiquée notamment en cas de choc septique. En 2018, l'agence européenne du médicament retire l'autorisation de mise sur le marché pour toute indication.